# Las aventuras de Chuck y sus amigos
Las aventuras de Chuck y sus amigos (The Adventures of Chuck and Friends en inglés) es una serie de televisión de animación 3D, en clave de comedia, narra las aventuras de siete amigos: Chuck, Boomer, Handy, Digger, Soku, Rowdy, Biggs. Es emitida en Hub Network y en Latinoamérica por Discovery Kids.

## Personajes

### Principales
- Chuck: Chuck, el personaje principal de la serie, es un camión de volteo. Chuck aspira a ser un camión de carrera. Sus padres son Haulie y Porter, y él tiene un hermano mayor llamado Rally. Él tiene varios amigos, y trata de ser el mejor amigo que puede ser, aunque a veces puede ser egoísta. Por ejemplo, en " Luces, cámara, Camiones", se detiene repetidamente una producción cinematográfica con el fin de hacerlo perfecto. También, en "Fender Bender", cuando accidentalmente se lesiona por Boomer, toma ventaja de Boomer con el fin de salir de la limpieza de su habitación. Se puso de manifiesto en un episodio que es grande en las carreras por calles pavimentadas. A menudo se utiliza la frase " turbo cargadores al rojo vivo ! " Él, junto con sus amigos, dicen la frase " Amigos para el largo plazo. "
- Rowdy: Rowdy es un camión de la basura. Él es uno de los amigos de Chuck. Al igual que su tipo de camión indica, le gusta conseguir basura, por lo general, para disgusto de sus amigos. En un episodio, se revela que él es muy bueno para encontrar cosas, aunque, irónicamente, él pierde el cuerno de su abuelo le dio en el episodio " Misterio, él montó ".
- Handy: Handy es una grúa. Él es uno de los amigos de Chuck. Como su nombre indica, tiene varios objetos, por lo general las herramientas, en la cama de su camión. Él también tiene un gancho. A menudo se le ve con Soku.
- Digger: Digger es un retroexcavadora. Él es un amigo de Chuck. Como su nombre indica, le gusta cavar. Él tiene un acento español. Se refiere a sus amigos como "amigos". En un episodio, se revela que él pueda correr mejor en una pista con obstáculos.
- Biggs: Biggs es  camión. Él es uno de los amigos de Chuck. Como su nombre indica, es un camión grande (aunque parece ser más corto que Digger). Él tiene un acento de Texas que se evidencia por los cuernos en la cabaña y los techos de su padre. Se refiere a sus amigos como "amigos". En un episodio, se revela que él pueda correr mejor en una pista de tierra. A menudo se utiliza la frase "Wa-hoo!"
- Boomer: Boomer es un camión de bomberos. Él es uno de los amigos de Chuck. Boomer parece tener un presentimiento de que un plan no podría funcionar. Esto se ve cada vez que expresa su opinión de que él no está seguro acerca de algo. También parece ser el más leal a Chuck.
- Flip: Flip es un nuevo amigo de Chuck. Como su nombre indica, se trata de un camión que da la vuelta.
- Soku: Es un coche crucero trucado. Él es uno de los amigos de Chuck. Como su nombre indica, es de origen japonés. Esto se muestra en "Soku-Kun", cuando su primo de visitas Japón. A menudo se le ve con Handy. Él es uno de los tres personajes que perdieron su primer actor de voz. Aunque él y Biggs se aburrieron de hacer la película perfecta, que fue revelado en "Luces, Cámara, camionetas!".

### Secundarios
- El papá de Chuck: Es gentil con su hijo Chuck se parece a un camión más grande y diferente que Chuck pero le gusta ser padre (no se sabe de sus familiares). Es bueno en las carreras.
- La mamá de Chuck: Haulie sabe cómo arreglarlo prácticamente todo, desde una válvula hasta el mal humor de su hijo Chuck. Incluso los trabajos de reparación más duros no son un reto para ella, porque tiene una gran capacidad de combinar piezas de una manera poco usual para resolver los problemas.
- Rally: Es el hermano mayor de Chuck, es un camión de carreras con mucho éxito que se ha convertido rápidamente en una estrella. Rally es muy humilde y cuando va a visitar a la familia en el área de descanso le tratan como a uno más.
- El cava túneles: Aparece en el episodio Túneles, el cava túneles le dijo a Chuck que cavara túneles y Chuck no lo ayudó.
- El carro negro: Aparece en un episodio, es un actor de escenarios de cine, pero al final del episodio es bueno actuando.

## Emisión internacional
- México: Canal de las Estrellas
- España: Boing, Cartoonito
- Estados Unidos: The Hub, Telemundo (2014)
- Canadá: Treehouse TV
- Latinoamérica y  Brasil: Discovery Kids
- Brasil: TV Cultura
- Reino Unido: Tiny Pop, Cartoonito
- Polonia: MiniMini, Polsat JimJam
- Perú: TV Peru
- Chile: Canal 13
- Suiza: RSI
- Ecuador: Ecuador TV
- Venezuela: Venevisión
- Italia: Cartoonito
- Francia: Tiji, Gulli
- Canadá: Treehouse TV
- Portugal: Canal Panda, HBO, JimJam,
- Finlandia: Fox
- Bolivia: Bolivicentro
- Estonia: ETV 1
- Argentina: TV Tupi La Rioja - eltrece